# Lasaeola tengchongensis
Espèce
Lasaeola tengchongensis est une espèce d'araignées aranéomorphes de la famille des Theridiidae.

## Distribution
Cette espèce est endémique du Yunnan en Chine,. Elle se rencontre dans les xians de Tengchong et de Fugong.

## Description
Le mâle holotype mesure 2,01 mm et la femelle paratype 2,50 mm.

## Étymologie
Son nom d'espèce, composé de tengchong et du suffixe latin -ensis, « qui vit dans, qui habite », lui a été donné en référence au lieu de sa découverte, le xian de Tengchong.

## Systématique et taxinomie
Cette espèce a été décrite par Tang, Liu, Liu, Yang et Peng en 2024.

## Publication originale
(mai 2024).
- Tang, Liu, Liu, Yang & Peng, 2024 : « Two new species of the comb-footed spider genus Lasaeola Simon, 1881 (Araneae: Theridiidae) from China. » Zootaxa, no 5453(3), p. 379-386.